# Luchthaven Oektoes
Luchthaven Oektoes (Russisch: Аэропорт Уктус) (of Jekaterinenburg (Aramil), Sverdlovsk of Jekaterinenburg Oektoes) is een kleine luchthaven op 20 kilometer ten zuidoosten van de stad Jekaterinenburg bij de stad Aramil in de Russische Centrale Oeral. De luchthaven ligt op slechts 5 kilometer van het veel grotere Luchthaven Koltsovo en is alleen geschikt voor kleinere vliegtuigen en helikopters.
De naam Oektoes is de oude naam van de Patroesjicharivier, waar oorspronkelijk de kopersmelterij van Jekaterinenburg was gevestigd. Sverdlovsk was de naam van Jekaterinenburg in de Sovjetperiode.